# Hemipterodes selaostigma
Hemipterodes selaostigma là một loài bướm đêm trong họ Geometridae.